# Sungai Hangat
Sungai Hangat is een bestuurslaag in het regentschap Kerinci van de provincie Jambi, Indonesië. Sungai Hangat telt 595 inwoners (volkstelling 2010).